# ジェファーソン・ナショナル・エクスパンション・メモリアル
ジェファーソン・ナショナル・エクスパンション・メモリアル（Jefferson National Expansion Memorial）は、アメリカ合衆国ミズーリ州セントルイス市にある公園。アメリカ西部開拓史上に残るルイス・クラーク探検隊の出発地点に程近い。2018年、名称が「ゲートウェイアーチ国立公園」（Gateway Arch National Park）に変更された。

## 概要
ゲートウェイアーチ国立公園は以下のような歴史上の出来事を記念してつくられた。
- ルイジアナ買収 - 1803年、アメリカ合衆国第3代大統領トーマス・ジェファーソンの任期中にフランスからミシシッピ川以西のルイジアナを獲得したことで、アメリカ合衆国の国土が一気に2倍に広がり、メリウェザー・ルイスとウィリアム・クラークの組織した探検隊の成功をはじめとして西部への開拓が始まった。
- セントルイスの大聖堂建設と市政府樹立 - ミシシッピ川以西では史上初であった。
- ドレッド・スコット裁判（Dred Scott case） - 1847年に黒人奴隷ドレッド・スコットが身の自由を求めて起こした裁判。奴隷制度への論議を巻き起こし、やがて南北戦争の引き金ともなった。

園内には次の3つの施設が立地している。
- ゲートウェイアーチ - 園内の中心的建造物であり、セントルイス市のシンボルである。
- 西部開拓博物館 - ゲートウェイアーチの地下にある歴史博物館
- 旧裁判所 - ドレッド・スコット裁判が始まった裁判所

同園は1935年に国定記念建造物に指定され、国立公園局によって管理されている。公園を訪れる観光客数は年間400万人を数え、その3/4が以上のいずれかの建物・施設に入館した。

## 歴史
ミシシッピ川に面したこの公園は、もとはセントルイスの市街地であった。1947年、公園のメインになる建物のデザインを決めるため、市当局が全米に公募を行なった。その結果、ダン・カイリーとフィンランドの建築家、エーロ・サーリネンのアーチ状の建物が最終案に選ばれた。当初の案では、ミシシッピ川の河岸に立てられるこのアーチは高さ180mのカテナリー曲線状のものとなる予定であった。しかしその後15年にわたる計画の見直しで、アーチの高さと幅はそれぞれ12mずつ高く、広くなった。

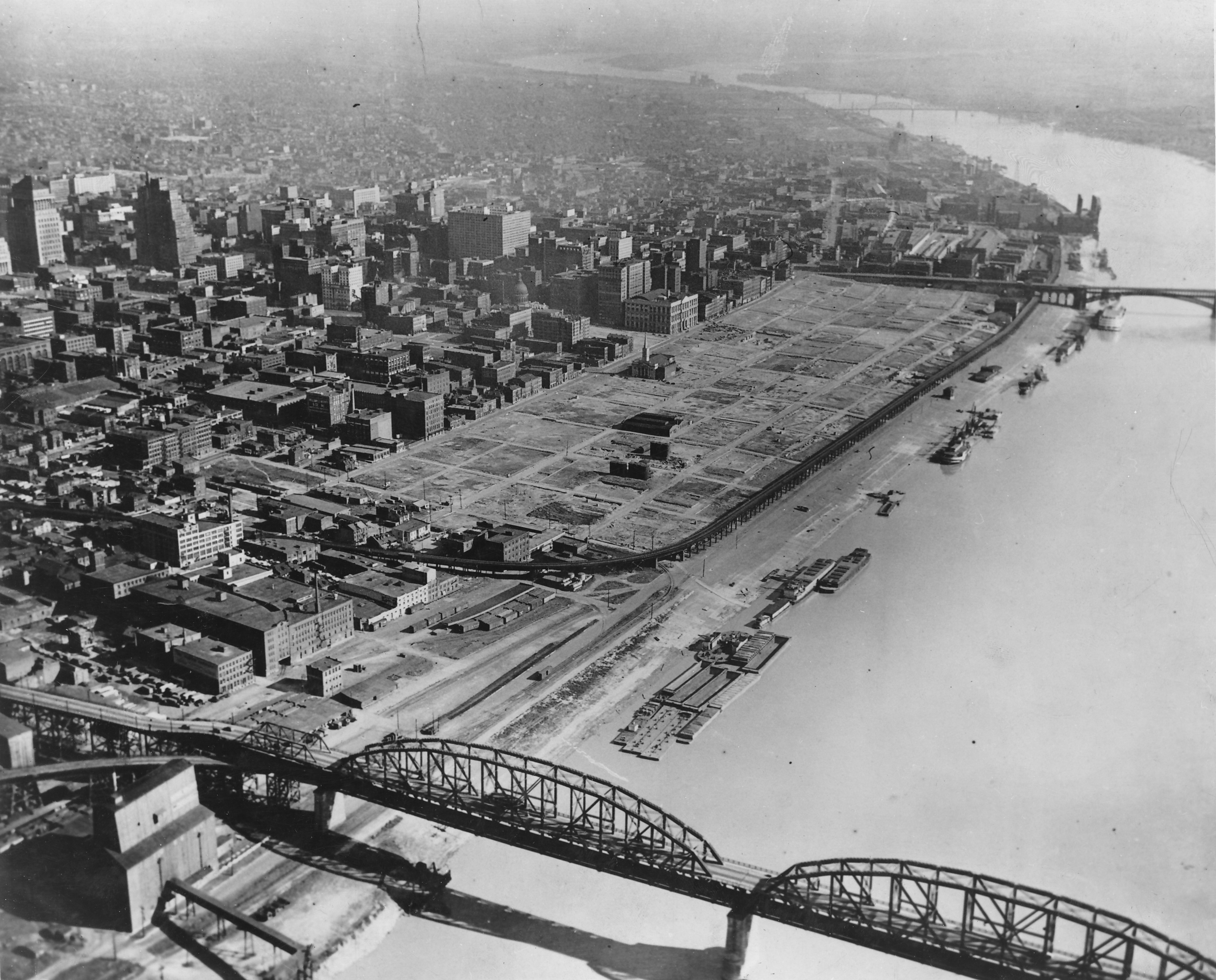
公園のために486棟の建物が解体された

サーリネンの案が選ばれたとき、最初は父のエリエル・サーリネンが受賞したと告げられた。サーリネン一家はシャンパンを開けてエリエルの受賞祝いを始めた。その2時間後、主催者は受賞したのは息子のエーロのほうであると告げた。エリエルは2本目のシャンパンを開け、息子の成功を祝った。
サーリネンは構造家ハンスカール・バンデル（Hannskarl Bandel）の助力を得てアーチの設計を進めていった。設計においてサーリネンは、アーチを単純な逆カテナリー曲線ではなく、頂点に向かうほど細長く伸び、厚みが薄くなっていくというものにした。 こうすることにより、わずかに遠近感を出してアーチが高くそびえたっているように見せる効果を狙うとともに、地表に近いほうにより重量を配分してアーチを構造的に安定させた。
しかしサーリネンは1961年、脳腫瘍によりアーチの完成を待たずして息を引き取った。アーチの建設が始まったのはその2年後、1963年2月12日のことであった。建設には2年8ヶ月の歳月を費やした。完成したのは1965年10月28日のことである。アーチの頂点が完成した日は異常に暑く、市の消防車がホースで水をかけて南側の脚を冷却していたため、式典が遅れたというハプニングもあった。翌1966年10月15日にはアーチを含む公園全体が国の史跡に指定された。1968年5月25日、副大統領ヒューバート・H・ハンフリーと内務長官スチュワート・ユードール（Stewart Udall）によってアーチは公開された。
1984年、アメリカ合衆国議会は公園の拡張を認める法案を通した。その中には、ミシシッピ川の対岸、イリノイ州イーストセントルイスの約400,000m²におよぶ土地も含まれていた。用地買収のための資金集めも行なわれた。しかし、議会は1998年度に国立公園局の用地買収に対し施行の一時停止を決定した。21世紀に入っても停止措置は継続している。一方、イーストセントルイスではミシシッピ川に浮かぶカジノ船やその関連施設ができたことから、公園の拡張はあまり望めなくなってきている。
1999年、約220万ドルの費用を投じ、アーチの「トラム」を新型のものに替えた。

## ゲートウェイアーチ

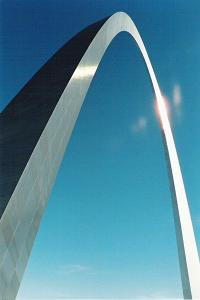
ゲートウェイアーチ

アーチの高さは192m、最大幅は192mである。セントルイスでは最も高い建築物で、ミズーリ州全体でもカンザスシティのワン・カンザスシティ・プレイス（One Kansas City Place、高さ192.6m）に次いで2番目の高さである。断面は正三角形になっている。一辺の幅はアーチ脚部で16.5m、頂点で5.2mである。3面の側壁は鉄筋コンクリート造りで、高さ91m地点まではステンレス鋼板で、それより上では炭素鋼板で覆われている。内部は中空になっており、展望台へのトラムと非常階段が備えられている。1965年に完成した。

### トラム

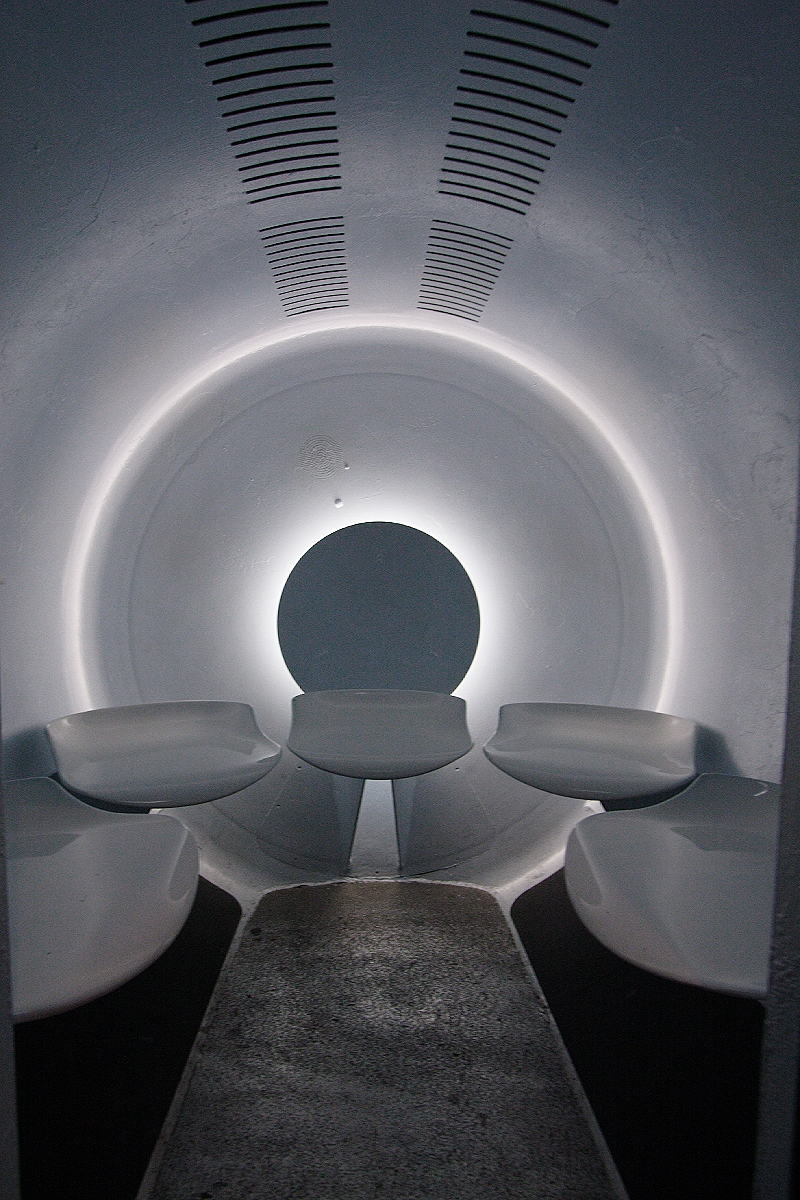
トラムのコンパートメント内部

サーリネンは存命中、アーチの頂点に達する手段として1,000段を超える階段を上らせずに済むよう、内部にトラムを設置する計画を立てていた。しかしその形状から、通常のエレベーターを設置することは不可能であった。数社のエレベーター会社が発案を試みたが、いずれも失敗した。そこでサーリネンは大学を中退したエレベーターデザイナー、リチャード・バウザー（Richard Bowser）を雇い、トラムを設計させた。与えられた期間はたったの2週間であったが、バウザーは見事にデザインを描き上げた。観覧車のゴンドラにも似た、このエレベーターケーブルとジンバルのついた乗りかごを組み合わせたトラムシステムは1968年に設置された。
このトラムは南北1基ずつ設置されており、アーチの地下にあるビジターセンターのトラム乗り場から乗ることができる。北側の乗り場にはアーチの設計・建設に関する史料が、南側の乗り場には19世紀中盤のセントルイスのミシシッピ川岸の様子がそれぞれ展示されている。
ドアは通常のエレベーターと同様のものである。内部は円柱状のコンパートメントになっており、5席が備えられている。その形状から天井はドーム状の曲線になっているため、座高の高い乗客は少し窮屈な体勢を取らざるを得なくなる。このようなコンパートメント8室が列車、もしくは数珠のようにつながっている。従ってトラム1基につき40人、合計80人の輸送能力を有することになる。各々のコンパートメントは観覧車のゴンドラのように、トラムがアーチのどの部分にさしかかっても常に水平を保つようになっている。上りには約4分、下りには約3分を要する。ドアには小窓がついており、乗客がアーチの内部を見ることができる。
現在、このトラムは国立公園局との合意により、バイステート開発公社（Bi-State Development Agency）によって運営されている。

### 展望台

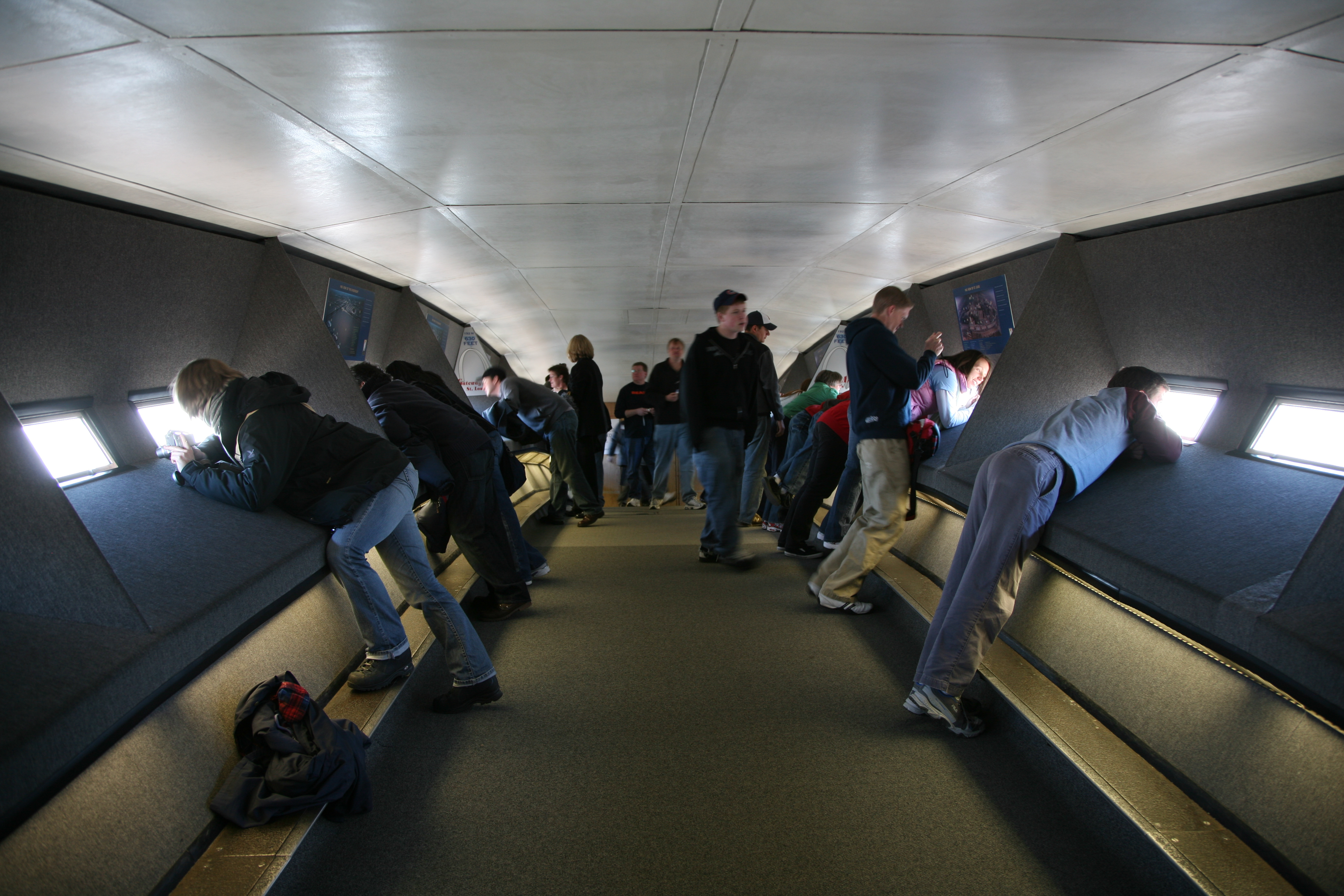
展望台

アーチの頂点には展望台がある。展望台には地上からは見えないほどの小窓がついており、東側にはイリノイ州西部から南部、西側にはセントルイスの街並みやその背後のグレートプレーンズを望むことができる。晴れた日であれば、視界は50km近くに達する。

## 西部開拓博物館

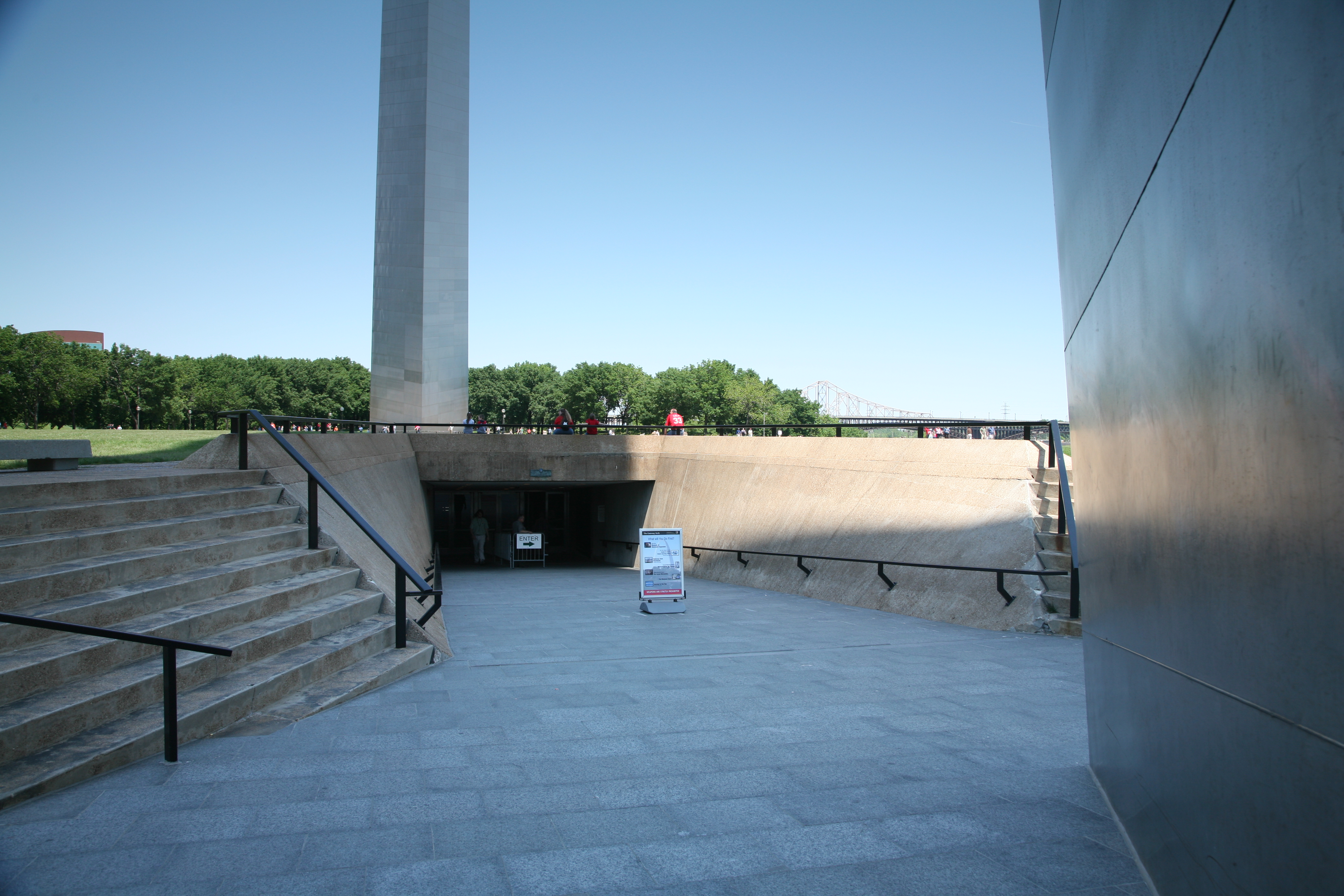
ビジターセンター入口

アーチの地下にはビジターセンターがあり、いずれかのアーチの脚から入ることができる。ビジターセンターの内部には西部開拓博物館がある。西部開拓博物館はセントルイスのミシシッピ川岸や、西部開拓の歴史に関する次のような史料を展示している。
- ルイス・クラーク探検隊
- 山岳探検家・わな猟師たちによる探検
- セントルイスにおける産業の発展
- ミズーリ州西部につくった開拓の拠点インディペンデンス
- スー族をはじめとするネイティブ・アメリカンの生活や彼らとの戦い
- 入植した農民・バッファロー猟師・鉱夫たちの生活
- 西部開拓時代の乗り物 - 幌馬車・スペイン式牛車・バッファローの皮でつくったボート

館内のタッカー・シアター（Tucker Theater）は1968年に完成し、1998年に改装されたもので285席を有し、モニュメント・トゥ・ザ・ドリーム（Monument to the Dream）というタイトルの、アーチの建設に関するドキュメンタリー映画を放映している。1993年に完成し、255席を有するオデッセイ・シアター（Odyssey Theater）は国立公園局の管轄地内では初の70mmフィルムの劇場である。同劇場では、さまざまな内容の映画がスケジュールに基づいて放送される。

## 旧裁判所

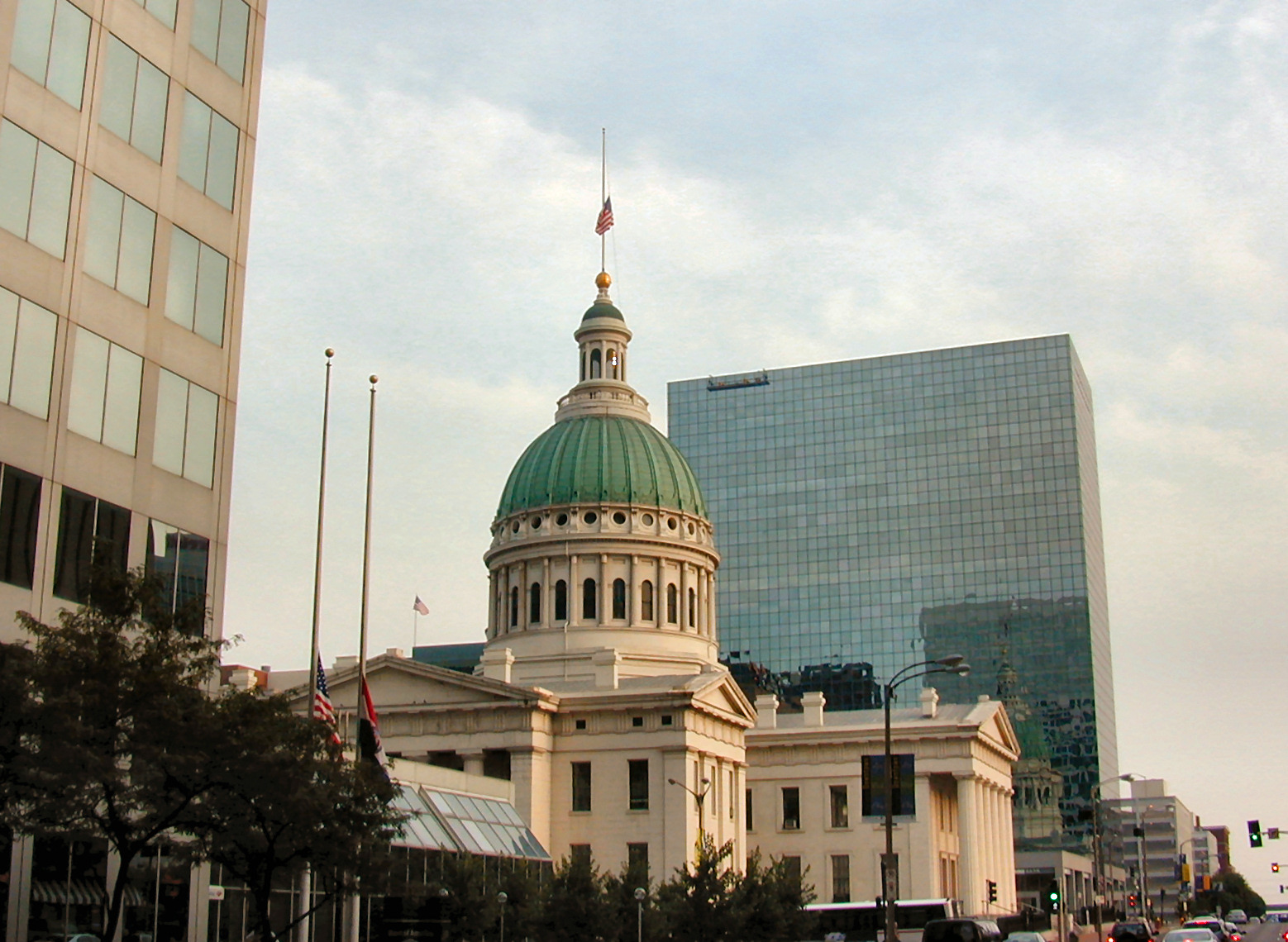
旧裁判所

最初の裁判所が建てられたのは1828年のことである。当初はレンガ造で、フェデラル様式の建物であった。1839年に裁判所の改築が始まり、1851年にはもとの裁判所は取り壊された。1860年にはそれまであった木製のドームが銅を吹き付けた鉄製のものに替えられた。地表からドームの頂上までの高さは58.5mあり、20世紀に入るまでセントルイスで最も高い建物であった。
この裁判所は1877年まではセントルイス郡の地方裁判所として使われた。1877年にセントルイス市がセントルイス郡と分割して独立市になると、以後1930年まではセントルイス市の地方裁判所になった。また、1856年から1876年までは裁判所の南棟がミズーリ州の最高裁判所として使われていた。
旧裁判所は、歴史的な2つの裁判で特に知られている。1つは1847年に始まり、1850年代後半まで争われたドレッド・スコット裁判である。これは黒人奴隷ドレッド・スコットが身の自由を求めて起こした裁判で、セントルイス郡地方裁判所であったここの裁判所で始まった。裁判は連邦最高裁判所まで争われ、判決が出るまでに10年を要した。この裁判をきっかけに奴隷制度に対する論議が巻き起こり、やがて南北戦争を引き起こした。もう1つは、1870年代に争われたバージニア・マイナー裁判（Virginia Minor Case）である。これは女性参政権の付与を巡っての裁判であった。
旧裁判所は1943年に国立公園局の管轄下に移り、博物館として運営されることになった。館内にはフランス植民地時代から現在に至るまでのセントルイスの歴史に関する史料が展示されている。歴史上特に重要な出来事に関しては、1940年代から1950年代にかけて国立公園局によって制作された6つのジオラマが展示されている。